# Abierto Mexicano de Tenis 2012
Abierto Mexicano Telcel 2012 var en professionel tennisturnering for kvinder, der blev spillet på udendørs grus. Det var den 19. udgave af Abierto Mexicano Telcel. Turneringen var en del af WTA Tour 2012 og ATP Tour 2012. Kampene blev afviklet i Acapulco, Mexico fra 27. februar til 3. marts, 2012.

## Finalerne

### Herresingle
Uddybende artikel: Abierto Mexicano Telcel 2012 (herresingle)
 David Ferrer def.  Fernando Verdasco, 6–1, 6–2
- Det var Ferrer's tredje titel i 2012 og 14th i hans karrierer. Det var hans tredje sejre i Acapulco i træk.

### Damesingle
Uddybende artikel: Abierto Mexicano Telcel 2012 (damesingle)
 Sara Errani def.  Flavia Pennetta, 5–7, 7–6(7–2), 6–0
- Det var Errani's første titel i 2012 og tredje i hendes karrierer.

### Herredouble
Uddybende artikel: Abierto Mexicano Telcel 2012 (herredouble)
 David Marrero /  Fernando Verdasco -
 Marcel Granollers /  Marc López 6-3, 6-4

### Damedouble
Uddybende artikel: Abierto Mexicano Telcel 2012 (damedouble)
 Sara Errani /  Roberta Vinci –  Lourdes Domínguez Lino /  Arantxa Parra Santonja 6-2, 6-1